# Буре Павло Павлович
Павло (Павло-Леопольд) Павлович Буре (29 квітня (11 травня) 1842 — 15 (27) квітня 1892) — син П. К. Буре, технік при Імператорському Ермітажі, консул Венесуели в Петербурзі, Постачальник Двору Його Імператорської Величності (з 1879 року) та купець 1-ї гільдії. На базі годинникового заводу П. П. Буре в 1888 році був створений знаменитий згодом торговий дім «Павло Буре».

## Біографія
Народився 1842 року. З 1853 року навчався в німецькому Петропавлівському училищі.
З раннього дитинства хлопчик активно допомагав батькові у веденні сімейної справи, таким чином, не тільки пізнавши основи підприємницької діяльності, а й набув знань про роботу годинникових механізмів, щоб уже в 1868 році стати компаньйоном батька у веденні сімейної справи. У 1874 році вже саме Павло Павлович набуває великої годинної фабрики, розташованої в швейцарському місті Ле-Локль.
У 1888 році Павло Павлович серйозно хворіє та усувається від ведення бізнесу. Не маючи прямих спадкоємців, він приймає рішення про продаж фабрики у Швейцарії її безпосередньому керівнику — французу Полю Жірару, а також соратнику швейцарцю Жану-Жоржу (Георгу) Пфунду. Нові власники фабрики, колеги П. П. Буре стають засновниками Торгового Дому «Павло Буре», який вже в 1892 році відкриває власний магазин у Москві, а трохи пізніше — філію в Києві. Цього ж року П. П. Буре вмирає, не доживши до 50 років, а Пфунд отримує посаду штатного оцінювача годинників та інших механічних виробів для Його Величності.
П. П. Буре похований на Смоленському лютеранському цвинтарі.